# Scotstarvit Tower
Scotstarvit Tower ist ein Tower House 3,2 km südlich von Cupar in der schottischen Council Area Fife. Der Turm liegt zwischen Tarvit Hill und Walton Hill, südlich des Flusses Eden in der Nähe der Fernstraße A916.

## Geschichte
Der sechsstöckige Turm mit L-förmigem Grundriss, der heute noch größtenteils intakt ist, wurde im dritten Viertel des 16. Jahrhunderts von der Familie Inglis errichtet. 1611 kaufte ihn Sir John Scot, Autor der Satire The Staggering State of the Scots' Statesmen. Scot ließ den Turm in den 1620er-Jahren umbauen. Später fiel der Scotstarvit Tower an die Familie Wemyss und 1948 wurde er an den National Trust übereignet. Heute unterhält ihn Historic Scotland. Er war als historisches Bauwerk der Kategorie A eingestuft, verlor aber 2015 diesen Status. Heute gilt er nur noch als Scheduled Monument und gehört dem National Trust for Scotland.